# Novi Glog (Sveti Ivan Žabno)
Novi Glog falu Horvátországban Kapronca-Kőrös megyében. Közigazgatásilag Sveti Ivan Žabnóhoz  tartozik.

## Fekvése
Kőröstől 12 km-re délkeletre, községközpontjától 4 km-re északkeletre fekszik.

## Története
1857-ben 105, 1910-ben 202 lakosa volt. Trianonig Belovár-Kőrös vármegye Körösi járásához tartozott. 2001-ben 171 lakosa volt.

## Külső hivatkozások
A község hivatalos oldala